# Max Brand
Frederick Schiller Faust (29 de maio de 1892 - 12 de maio de 1944) foi um escritor norte-americano, conhecido pelo pseudônimo Max Brand em  histórias de faroeste e pela criação da série literária Dr. Kildare.

## Obras
- Harrigan (1918)
- Riders of the Silence (1919)
- O Untamed (1919)
- O Cavaleiro Night (1920)
- Ronicky Doone (1921)
- The Seventh Man (1921)
- Alcatraz (1922)
- Black Jack (1922)
- O Rangeland Avenger (1922)